# Dorypetalum degenerans
Dorypetalum degenerans är en mångfotingart som först beskrevs av Robert Latzel 1884.  Dorypetalum degenerans ingår i släktet Dorypetalum och familjen Dorypetalidae.

## Underarter
Arten delas in i följande underarter:
- D. d. bosniense
- D. d. degenerans